# Riptide (singel)
Riptide – drugi singel Vance Joya i najbardziej popularna piosenka australijskiego piosenkarza. Pochodzi z płyty długogrającej Dream Your Life Away, na której jest 4. utworem z kolei oraz z EP-ki God Loves You When You're Dancing, gdzie jest 2. z kolei.

## Lista utworów

### Promo-CD Singel [Atlantic (Warner)]
Data premiery: 27 stycznia 2014.
| 1. | "Riptide" | 3:24  |
|    |           |       |
|    |           | 03:24 |
|    |           |       |

### CD-Maxi Singel [Atlantic 075678673153 (Warner)]
Data premiery: 21 marca 2014.
| 1. | "Riptide"                                   | 3:24  |
|    |                                             |       |
| 2. | "Emmylou"                                   | 4:40  |
|    |                                             |       |
| 3. | "Play with Fire"                            | 4:23  |
|    |                                             |       |
| 4. | "Snaggletooth"                              | 5:19  |
|    |                                             |       |
| 5. | "From Afar"                                 | 4:26  |
|    |                                             |       |
| 6. | "Riptide" (Flicflac Edit) (utwór dodatkowy) | 5:37  |
|    |                                             |       |
|    |                                             | 27:49 |
|    |                                             |       |

### Promo-CD Singel [Warner Bros. (Warner)]
Data premiery: 24 marca 2014.
| 1. | "Riptide" (Flic Flac Remix) | 3:22  |
|    |                             |       |
|    |                             | 03:22 |
|    |                             |       |

## Notowania

### Świat[3]
- Australia: 6
- Austria: 4
- Francja: 65
- Holandia: 50
- Niemcy: 9
- Norwegia: 37
- Polska: 10
- Szwajcaria: 17
- Szwecja: 18

### Media polskie
- Poplista RMF FM: 1[4]
- NRD – Eska Rock: 1[5]
- Lista Przebojów Radia Park (Kędzierzyn-Koźle): 6[6]
- SLiP: 7[7]
- Lista RFN (Muzo.fm): 17[8]
- Mniej Więcej Lista Radia Zachód (Zielona Góra): 18[9]
- Lista Przebojów Radia Merkury (Poznań): 28[10]
- Lista Przebojów Trójki: Szczęśliwa Trzynastka